# Plagioscyphus unijugatus
Plagioscyphus unijugatus är en kinesträdsväxtart som beskrevs av René Paul Raymond Capuron. Plagioscyphus unijugatus ingår i släktet Plagioscyphus och familjen kinesträdsväxter. Inga underarter finns listade i Catalogue of Life.